# Kostel svatého Václava (Brozánky)
Římskokatolický filiální kostel svatého Václava v Brozánkách je původně gotická, později barokně upravená, sakrální stavba. Stojí na mírné vyvýšenině nad Bílinou v centru obce nad železniční zastávkou. Obklopen je funkčním hřbitovem. Od roku 1963 je kostel chráněn jako kulturní památka.

## Historie

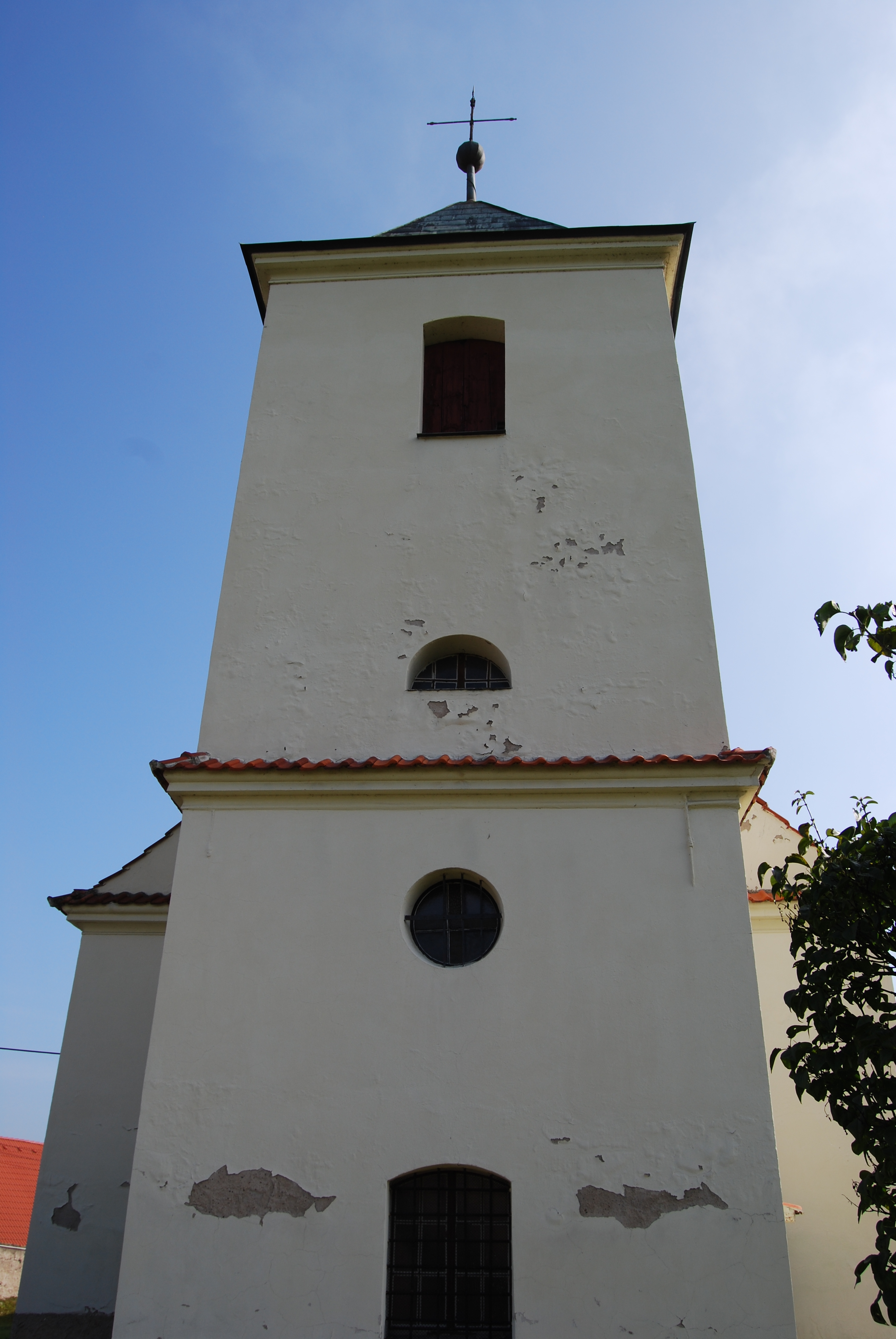
Věž se vstupem kostela v Brozánkách

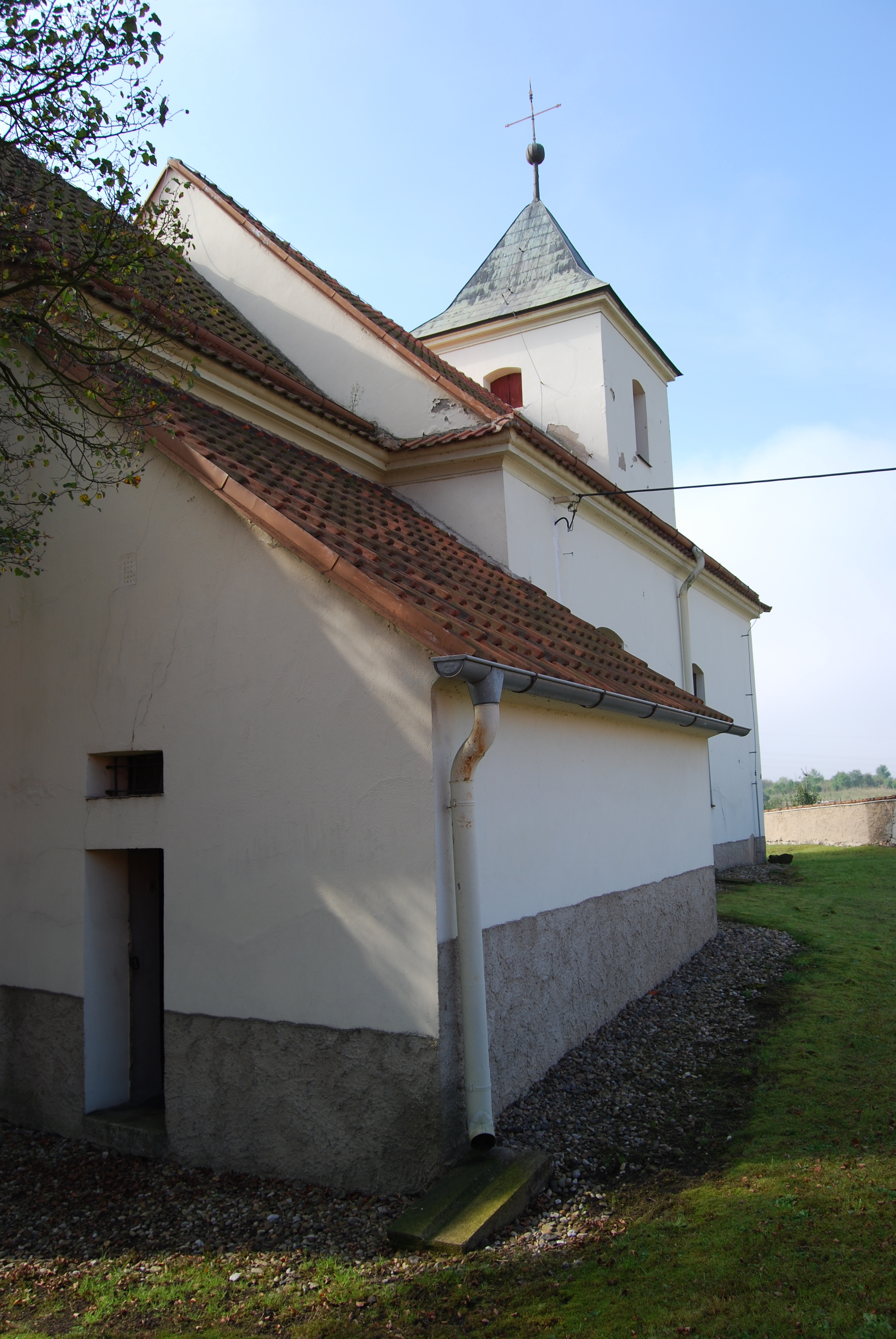
Kostel v Brozánkách z boku

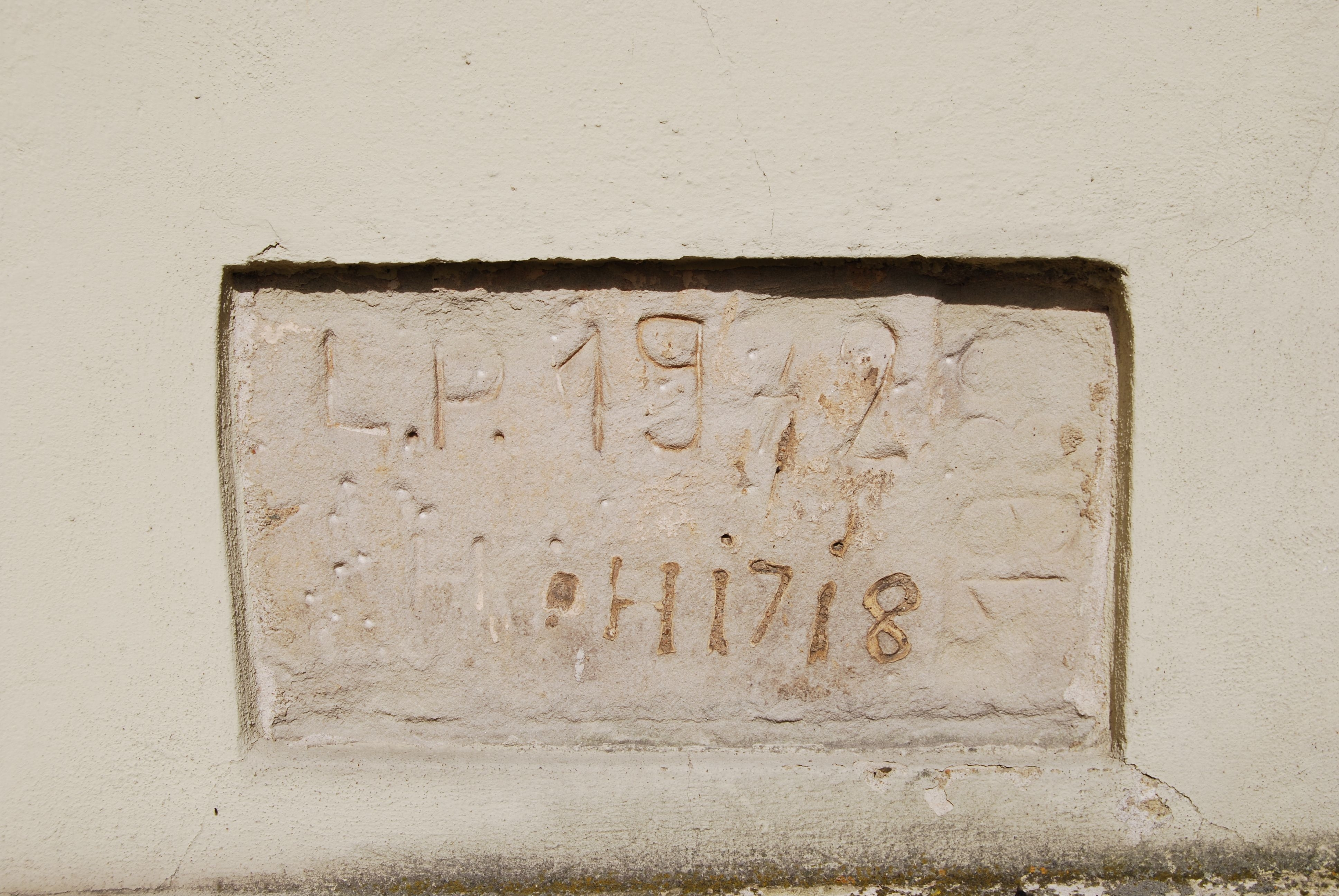
Časový údaj na kostele sv. Václava v Brozánkách

Původní gotický kostel ze 14. století byl poprvé připomínaný v roce 1352. Do dnešní barokní podoby byl přestavěn v roce 1718. Opravy kostela proběhly v 70. a 80. letech 20. století.

## Architektura
Kostel má obdélnou barokní loď s trojboce uzavřeným gotickým presbytářem a představěnou hranolovou věž s jehlancovou střechou. Okna v lodi jsou obdélná, segmentově zakončená. Nacházejí se ve štukových rámech. V presbytáři, který je opatřen opěráky, jsou hrotitá okna s falešnými kružbami, které pocházejí z konce 19. století.
Loď má valenou klenbu s lunetami. Kruchta kostela je zděná. Triumfální oblouk je hrotitý. Presbytář je sklenut křížovou žebrovou klenbou s paprsčitým závěrem. Hrušková žebra v presbytáři se sbíhají na konzoly. Do sakristie vede hroditý portál.

## Zařízení
Hlavní oltář je gotický z období kolem roku 1500. Restaurován byl v roce 1718. Je křídlový, trojdílný se dvěma pohyblivými, oboustranně malovanými křídly a obrazem sv. Václava uprostřed. Nahoře uprostřed oltáře je malovaná Madona s Ježíškem, na vnitřní straně křídel Zvěstování, Navštívení Panny Marie, Narození Páně a Klanění. Jedná se o biblické výjevy ze života Panny Marie. Na vnějších stranách křídel jsou málo zřetelné postavy světců. Střed oltáře a vnitřní strany křídel byly při restaurování na počátku 20. století silně přemalovány. Vnější strany křídel nebyly restaurovány, jsou však těžké přístupné. Barokní boční oltář je portálový, sloupový. Pochází z 1. poloviny 18. století a je na něm obraz sv. Marie Magdalény.

## Okolí kostela
Na okraji obcde se nachází socha Piety. Na jejím soklu jsou reliéfy Nejsvětější Trojice, sv. Anny a sv. Františka z Assisi. Vše z poloviny 18. století.